# 张茂于
张茂于（1965年4月—），男，汉族，山东聊城人，中华人民共和国政治人物。现任全国政协副秘书长。第十四届全国政协委员。